# カミーロ・マリン
カミーロ・マリン（Camilo Marin、1913年1月6日 - 1988年12月1日）はキューバ生まれ、アメリカ合衆国の騎手エージェント。

## 人物
キューバのハバナにあるオリエンタルパーク競馬場で厩務員、調教助手として働いたのち、騎手エージェントに転身。
1935年にフェルナンド・フェルナンデス騎手と契約し、フェルナンデスは契約の翌年から7年間キューバのトップ騎手に輝いている。1943年に二人はメキシコシティにあるラス・アメリカス競馬場に移動、フェルナンデスは3年間の騎乗で地元騎手を牽引する存在であった。その後、馬主であるメキシコ大統領・アビラ・カマチョとの騎乗契約が切れたため、二人は今度はアメリカ合衆国に移動し、フェルナンデスは1953年の引退まで東海岸の一流騎手に君臨、通算2186勝を挙げ、当時世界第7位の勝利数であった。
その後、数年間でマリンはカルメットファームの騎手エージェントとして、のちにアメリカ競馬殿堂入りしたドン・ブラムフィールドとマヌエル・イカザ、そしてイスマエル・ヴァレンズエラ などのエージェントを務めた。
1960年にはパナマのトップ騎手であったブラウリオ・バエザと契約しアメリカに招聘、4年の契約期間でバエザは1963年のケンタッキーダービーをシャトーゲイで優勝、ベルモントステークスを2勝し、バエザは1976年にアメリカ競馬殿堂入りしている。
1966年には同じくパナマから19歳のラフィット・ピンカイ・ジュニアを招聘、ピンカイは1975年にアメリカ競馬殿堂入りしたほか、2003年の引退までに通算9530勝を挙げ、当時の世界記録を打ち立てている。
そのほかの契約騎手ではホルヘ・ヴェラスケス、ボビー・ユーザリー、アンヘル・コルデロ・ジュニア、スティーヴ・コーゼンがアメリカ競馬殿堂入りしたほか、エディ・ベルモンテ、アルヴァーロ・ピネダ、ヘリオドロ・ジェスティンなども著名である。
マリンは1988年12月1日に75歳で死亡。その数時間前にはフェルナンド・フェルナンデスが死亡したばかりであった。